# ロックウェル レンジャー 2000
ロックウェル レンジャー 2000
原型となったRFBファントレーナー（2008年）
- 用途：練習機
- 製造者：ライン航空機製造（ドイツ語版）、ロックウェル・インターナショナル
- 初飛行：1993年1月15日
- 生産数：3機
- 運用状況：試作のみ

ロックウェル レンジャー 2000（Rockwell Ranger 2000）は、ドイツのライン航空機製造（Rhein-Flugzeugbau）の援助を受けて開発された、ロックウェル・インターナショナル社の練習機である。

## 開発
1990年代初頭、アメリカ軍はアメリカ空軍とアメリカ空軍の基本練習機導入計画である統合基本航空機訓練システム計画（JPATS計画）が計画されていた。ロックウェル社は単発複座片持ち式単葉機のRFB ファントレーナーをレンジャー 2000の名称で提案することとなった。
レンジャー 2000の原型となるファントレーナーの試作機はドイツで製造され、1993年1月15日にドイツのマンヒンで初飛行を行い、試作2号機は1993年7月27日に事故により失われた。試作初号機は米国のロックウェル社へ出荷されたが、その一方で試作3号機の初飛行はスピードブレーキの位置を主翼上面から胴体後部へ移設するといった改良のために1994年6月20日までずれ込んだ。
JPATS計画の提案依頼書は1994年5月28日に発行され、ロックウェルはレンジャー 2000で応札した。14ヶ月の審査を経て、1995年6月22日にビーチクラフトが提案したPC-9 Mk.IIがT-6テキサンIIとして選定され、レンジャー 2000は落選した。

## 設計
レンジャー 2000は、後部胴体内にプラット・アンド・ホイットニー・カナダ JT15D-5C ターボファンエンジンを搭載し、中翼配置の直線翼の主翼付け根上部に吸入口を備えていた。降着装置は前輪式の引き込み形式で、搭乗員はタンデムに座り教官の視界を確保するために後席は高い位置に配されていた。両席共にゼロ/ゼロ式のステンセル（Stencel）社製の射出座席を備えていた。

## 展示中の機体
1機のレンジャー 2000 がタルサ航空宇宙博物館に展示されている。

## 要目
- 乗員：2名
- 全長：35 ft 9½ in (10.91 m)
- 全幅：34 ft 3½ in (10.45 m)
- 全高：
- 翼面積：167.4 ft² (15.55 m²)
- 全備重量：7,900 lb (3,583 kg)
- 最大離陸重量：
- エンジン：プラット・アンド・ホイットニー・カナダ JT15D-5C、3190 lbf (14.19 kN)
- 最大速度：392 mph (630 km/h)
- 航続距離：
- 巡航高度：